# روان داروشناسی
روان داروشناسی (به انگلیسی: Psychopharmacology) به بررسی علمی اثرات دارویی بر روی سیستم خلق، حواس، تفکر و رفتار می‌پردازد و از این نظر با روان داروشناسی اعصاب (به انگلیسی: Neuropsychopharmacology) (با تمرکز بر اثرات دارویی بر روی یاخته‌های عصبی) در تمایز می‌باشد.